# Фарнак (опера)
«Фарнак» (итал. Farnace, Фарначе) — название нескольких опер на сюжет о царе Фарнаке, сочинённых на разные либретто. Наибольший интерес в наше время представляет «Фарнак» Вивальди.
«Фарнак» Кальдара, 1703 — самая ранняя версия, созданная композитором Антонио Кальдара (1670—1736) и автором либретто Лоренцо Морари, впервые исполнена в 1703 году в венецианском театре Сант-Анджело.
«Фарнак» Винчи, 1724 — более известная версия либретто принадлежит известному в своё время либреттисту Антонио Мария Луккини. На это либретто в 1724 году написал оперу композитор Леонардо Винчи.
«Фарнак» Вивальди, 1731 — этот же текст Луккини использовал Антонио Вивальди (1678—1741) в опере, первое представление которой состоялось всё в том же театре Сант-Анджело во время карнавала в 1731 году. «Фарнак» Вивальди пользовался в то время популярностью, и с большим успехом был поставлен в 1730 году в театре Спорка в Праге. Затем опера пребывала в забвении до последней четверти XX века.
«Фарнак» Корселли, 1739 — написан итальянским композитором Франческо Корселли (1705—1778), его премьера состоялась в 1739 году в Королевском театре Буэн Ретиро в Мадриде.
«Фарнак» Траэтты, 1750 — композитор Томмазо Траэтта написал вновь на либретто Луккини. Премьера оперы состоялась 4 ноября 1751 года в театре Сан-Карло в Неаполе.
«Фарнак» Переса, 1751 — опера композитора Давида Переса (1711—1778) на либретто Апостоло Дзено, вероятно, переработанное Луккини. Премьера состоялась в театре Реджо в Турине во время карнавала 1751 года.
«Фарнак» Мысливечека, 1767 — один из лучших вариантов оперы на либретто Луккини, относящихся к периоду до 1780 года, чешского композитора Йозефа Мысливечека, созданный им в 1767 году для Театра Сан-Карло в Неаполе.